# (5323) Fogh
(5323) Fogh est un astéroïde de la ceinture principale.

## Description
(5323) Fogh est un astéroïde de la ceinture principale. Il fut découvert le 13 octobre 1986 à Brorfelde par Poul Jensen. Il présente une orbite caractérisée par un demi-grand axe de 2,40 UA, une excentricité de 0,20 et une inclinaison de 3,3° par rapport à l'écliptique.

## Compléments